# Ctenosaura palearis
Ctenosaura palearis és una espècie de sauròpsids (rèptils) escatosos de la família Iguanidae, endèmica de la regió semiàrida de la vall del Motagua, Guatemala.